# 歌謡ハラハラサンデー
『歌謡ハラハラサンデー』（かようハラハラサンデー）は、1976年10月17日から1978年3月26日までテレビ朝日（1977年3月まではNETテレビ）で放送されていた音楽バラエティ番組である。放送時間は毎週日曜 13:45 - 15:00 （日本標準時）。

## 概要
ゲストの歌と「ハラハラ大法廷」のコーナーを中心とする内容で放送。司会は、前番組『せんみつのJOYJOYスタジオ』から引き続きせんだみつおが務めていた。

## 出演者

### 司会
- せんだみつお
- 上月羽→立野マリ子

### レギュラー・準レギュラー
- 前田武彦
- カルーセル麻紀
- 内藤陳
- 未都由 - 毎回エンディングで番組テーマ曲を生で歌っていた。

## スタッフ
- 構成：奥山侊伸、沢口義明、つかさけんじ、原すすむ

## ハラハラ大法廷
前田武彦が裁判長に、せんだみつおが検事に、観客が陪審員になって被告人役のゲスト1人を裁く模擬裁判のコーナー。弁護人役はカルーセル麻紀と内藤陳が1週交替で担当し、裁判官・検事補・弁護補はそれぞれ被告人役以外のゲストが担当した。
最終回では、せんだが被告人になってコーナーを進行（検事役はその回のゲストが担当）。「水攻めの刑」の判決が下され、せんだはスタジオに出されたミニプールに投げ入れられた。

## 備考
- 一度だけせんだが都合で出られなかった回があり、その回ではサブ司会の上月が単独で司会を務めていた。また、「ハラハラ大法廷」の検事役も上月が担当した。
- せんだは後に『やる気マンマン日曜日』（毎日放送）の裁判コーナーでも被告人役を務めたが、同コーナーでは無罪となった。

| NETテレビ → テレビ朝日 日曜13:45枠                         | NETテレビ → テレビ朝日 日曜13:45枠                      | NETテレビ → テレビ朝日 日曜13:45枠               |
| 前番組                                                     | 番組名                                                  | 次番組                                           |
| ---------------------------------------------------------- | ------------------------------------------------------- | ------------------------------------------------ |
| せんみつのJOYJOYスタジオ （1975年10月5日 - 1976年10月3日） | 歌謡ハラハラサンデー （1976年10月17日 - 1978年3月26日） | 歌謡とんでる'78 （1978年4月2日 - 1978年9月24日） |